# İzel
İzel Çeliköz (Yalova, 1969) es una cantante turca. Originalmente formó parte del trío turco de pop İzel-Çelik-Ercan, pero después de que el grupo se separó en 1993, decidió lanzar su carrera en solitario. Es una de las cantantes turcas más exitosas de los años 90 y 2000.
Estudió en la Universidad Técnica de Estambul y tomó parte en varios festivales de música en Turquía y en el extranjero, ganando varios premios.

## Eurovisión
Representó a Turquía en el Festival de la Canción de Eurovisión 1991, en Roma, Italia, junto a Can Ugurluer y Reyhan Soykarci con la canción Ika Dakika (dos minutos). Cantaron en la 10.ª posición y acabaron duodécimos con 44 puntos, siendo la segunda mejor representación de Turquía hasta ese momento.

## Discografía

### Con Vitamin
- 1990: Bol vitamin

### Con Çelik erçan
- 1990: Özledim
- 1991: İşte Yeniden

### En solitario
- 1995: Adak
- 1997: Emanet
- 1999: Bir Küçük Aşk
- 2001: Bebek
- 2003: Shock
- 2005: Bir Dilek Tut Benim İçin
- 2007: Işıklı Yol
- 2010: Jazz Nağme
- 2012: Aşk En Büyüktür Her Zaman